# Punomys
Punomys là một chi động vật có vú trong họ Cricetidae, bộ Gặm nhấm. Chi này được Osgood miêu tả năm 1943. Loài điển hình của chi này là Punomys lemminus Osgood, 1943.

## Các loài
Chi này gồm các loài: